# 德馬雷斯特 (新澤西州)
德馬雷斯特（英語：Demarest）是位於美國新澤西州伯根縣的自治市鎮。

## 人口
根據2020年美國人口普查的數據，德馬雷斯特的面積為5.38平方千米，當中陸地面積為5.37平方千米，而水域面積為0.01平方千米。當地共有人口4981人，而人口密度為每平方千米926人。